# Bàlans
Els bàlans (Balanus) són un gènere de crustacis cirrípedes de la família dels balànids, anomenats popularment glans de mar per la seva forma.

## Sistemàtica
El gènere Balanus inclou el següent llistat d'espècies:
- Balanus amphitrite
- Balanus aquila
- Balanus balanus
- Balanus calidus
- Balanus cariosus
- Balanus crenatus
- Balanus decorus
- Balanus eburneus
- Balanus engbergi
- Balanus evermanni
- Balanus flos
- Balanus flosculus
- Balanus galeatus
- Balanus glandula
- Balanus hameri
- Balanus hesperius
- Balanus hoekianus
- Balanus improvisus
- Balanus laevis
- Balanus merrilli
- Balanus nubilis
- Balanus pacificus
- Balanus pentacrini
- Balanus perforatus
- Balanus regalis
- Balanus reticulatus
- Balanus rostratus
- Balanus spongicola
- Balanus subalbidus
- Balanus tintinnabulum
- Balanus trigonus
- Balanus venustus
- Balanus vestitus

Balanus balanoides ha estat reclassificat com a Semibalanus balanoides, dins la família dels arqueobalànids (Archaeobalanidae).